# Closed for Winter
Closed for Winter é um filme australiano de 2008. Com roteiro e direção de James Bogle, tem a atriz e cantora Natalie Imbruglia no papel principal.
Baseado no romance da escritora Georgia Blain, o longa teve sua estreia em 27 de fevereiro de 2009 no Festival de Melbourne.

## Sinopse
O filme conta a história de Elise, uma mulher às voltas com o sumiço de sua irmã Frances, quando tinha 9 anos de idade.
Quando a irmã de Elise desaparece em uma praia no subúrbio de Adelaide (Austrália), a jovem garota vê sua vida partida ao meio. Vinte anos depois, ela continua sua volta ao passado e encara os segredos mais obscuros de sua família, que permaneceram calados por todo este tempo.

## Elenco
- Natalie Imbruglia... Elise Silverton
- Daniel Frederiksen... Martin
- Deborah Kennedy... Dorothy
- Danielle Catanzariti... Frances
- Tiahn Green... Elise (criança)
- Tony Martin... John Mills
- Sophie Ross... Jocelyn
- Kaliopi Eleni... Mariel

## Prêmios e indicações
- O filme recebeu o Prêmio de Melhor Roteiro no Queensland Premier's Literary Awards 2008 e o Prêmio de Melhor Cinematografia da NSW Australian Cinematographers Society.
- Natalie Imbruglia foi indicada ao Prêmio de Melhor Atriz no Asian Festival of First Films de 2009.